# Slovénie au Concours Eurovision de la chanson 2011
La Slovénie a participé au Concours Eurovision de la chanson 2011. 
Le 27 février 2011, une sélection nationale est organisée. La chanson "Vanilija" (Vanille) de Maja Keuc est alors choisie. La chanson sera interprétée en anglais à Düsseldorf et est rebaptisée « No One ».

## Finale: EMA 2011
| Passage | Artiste                                 | Chanson                 | Paroles (l) / Musique (m)                           |
| ------- | --------------------------------------- | ----------------------- | --------------------------------------------------- |
| 1       | Rock Partyzani                          | "Time for revolution"   | Aleš Klinar (m & l)                                 |
| 2       | Tabu                                    | "Moje luči"             | Tomaž Trup (m),Iztok Melanšek (l)                   |
| 3       | Nina Pušlar                             | "Bilo lepo bi"          | Martin Štibernik (m & l), Dejan Radičevič (m & l)   |
| 4       | Maja Keuc                               | "Vanilija"              | Matjaž Vlašič (m), Urša Vlašič (l)                  |
| 5       | Feliks Langus                           | "Disko raj"             | Matej Mršnik (m), Anže Langus (m), Alen Steržaj (l) |
| 6       | LeeLooJamais                            | "Slovenka"              | LeeLooJamais (m & l), Sašo Pipič (l)                |
| 7       | April                                   | "Ladadidej"             | Raay (m & l), Erika Mager (l), Franci Tepina(l)     |
| 8       | Sylvain, Mike Vale feat. Hannah Mancini | "Ti si tisti"           | Mike Vale (m), Hannah Mancini (l), Anze Palka (l)   |
| 9       | Time to Time                            | "Pravi čas"             | Time to Time (m & l)                                |
| 10      | Omar Naber                              | "Bistvo skrito je očem" | Omar Naber (m), Jure Golobič (l), Eva Breznikar (l) |

| Passage | Artiste   | Chanson     | Paroles (l) / Musique (m)                       | Télévotes | Place |
| ------- | --------- | ----------- | ----------------------------------------------- | --------- | ----- |
| 1       | April     | "Ladadidej" | Raay (m & l), Erika Mager (l), Franci Tepina(l) | 11,993    | 2     |
| 2       | Maja Keuc | "Vanilija"  | Matjaž Vlašič (m), Urša Vlašič (l)              | 28,908    | 1     |

## À l'Eurovision
Le pays participe à la seconde demi-finale le 12 mai 2011 et se qualifie pour la finale, arrivant 3e avec 112 points. Lors de la finale, la Slovénie se classe 13e avec 96 points.